# Менегини (Кјети)
Менегини (итал. Meneghini) је насеље у Италији у округу Кјети, региону Абруцо.
Према процени из 2011. у насељу је живело 30 становника. Насеље се налази на надморској висини од 132 м.